# Manifesto (album de Roxy Music)
Pour les articles homonymes, voir Manifesto (homonymie).
Albums de Roxy Music
Roxy Music Greatest Hits
(1977) Flesh + Blood
(1980)
Singles
1. Trash (en)
Sortie : 9 février 1979
2. Dance Away (en)
Sortie : 13 avril 1979
3. Angel Eyes (en)
Sortie : août 1979

Manifesto est le sixième album studio du groupe britannique Roxy Music, sorti en 1979. L'album s'est classé septième des charts britanniques. Les titres Dance Away et Angel Eyes, publiés en single, se sont bien classés dans le UK Singles Chart.

## Titres
Tous les titres sont écrits par Bryan Ferry, sauf ceux indiqués.
1. Manifesto (Ferry, Phil Manzanera) – 5:29
2. Trash (Ferry, Manzanera) – 2:14
3. Angel Eyes (Ferry, Andy Mackay) – 3:32
4. Still Falls the Rain (Ferry, Manzanera) – 4:13
5. Stronger Through the Years – 6:16
6. Ain't That So – 5:39
7. My Little Girl (Ferry, Manzanera) – 3:17
8. Dance Away – 4:20
9. Cry, Cry, Cry – 2:55
10. Spin Me Round – 5:15

## Personnel
- Bryan Ferry – chant, claviers, harmonica
- Andy Mackay – hautbois, saxophone
- Phil Manzanera – guitare
- Paul Thompson – batterie

## Personnel additionnel
- Alan Spenner – basse
- Gary Tibbs – basse
- Paul Carrack – claviers
- Richard Tee – piano
- Steve Ferrone – batterie
- Rick Marotta – batterie
- Melissa Manchester - chœurs

## Classement

### Album
| Années | Chart                | Position |
| ------ | -------------------- | -------- |
| 1979   | UK Albums Chart      | 7        |
| 1979   | Billboard Pop Albums | 23       |